# Campanha da Trilha de Kokoda
A Campanha da Trilha de Kokoda (em inglês:  Kokoda Trail Campaign o Kokoda Track Campaign) fez parte da Guerra do Pacífico durante a Segunda Guerra Mundial. A campanha consistiu em uma série de batalhas entre julho a novembro de 1942 entre tropas japonesas e aliadas, principalmente forças australianas no que era então o território australiano da Papua.